# Rock im Park 2001
Rock im Park 2001 – album koncertowy Limp Bizkit wydany przez Liberation Entertainment 31 marca 2008. Rock im Park 2001 została wypuszczona jako DVD i dodatkowo jako 2 dysk CD / DVD. Koncert trwa 85 minuty w oryginalnej wersji TV oraz w nieznacznie krótszej, 73 minutowej wersji zremiksowanej. Oprócz tego, na płytach znajduje się wywiad z DJ Lethalem.

## Lista utworów
1. Intro
2. Hot Dog
3. Show Me What You Got
4. Break Stuff
5. The One
6. Livin' It Up
7. My Generation
8. Re-Arranged
9. Faith
10. Full Nelson
11. My Way
12. Nookie
13. I Would For You
14. Take A Look Around
15. Rollin'